# Норвежское телеграфное бюро
Норве́жское телегра́фное бюро́ (норв. Norsk Telegrambyrå) — крупнейшее информационное агентство Норвегии, основанное в 1867 году как филиал немецкого Телеграфного агентства Вольффа (нем. Wolffs Telegraphisches Bureau).

## История
В 1869 году агентство стало частным. Имеет около 100 служащих. Агентство строит службу внутренних новостей на основе своих собственных репортажей и сообщений от сети корреспондентов, покрывающей всю Норвегию. Международные новости в значительной мере основываются на материалах таких международных агентств, как Рейтер, Ассошиэйтед Пресс, Франс Пресс и Дойче Пресс Агентур. 
В настоящее время владельцами акций агентства являются Edda Media (26,1%), Schibsted (20,6%), A-pressen (20,5%) и NRK (10,5%). 
30 августа 2004 году директором информационного бюро был назначен 44-летний Поль Бьеркетведт, который ранее работал  главным редактором газеты «Эстландетс блад». Он сменил на этом посту Тура Виксвеена, проработавшего в агентстве в качестве генерального директора 10 лет.